# Liste des lieux importants de la Révolution française
Cet article contient une liste des lieux importants de la Révolution française.

## L'amorce
- Hôtel de la Première présidence.
- Palais du parlement du Dauphiné.
- Hôtel de Lesdiguières.
- Le Château de Vizille (devenu musée de la Révolution française en 1983).
- Place du Parlement-de-Bretagne

## Un symbole
- La Bastille.

## Lieux de révoltes
- L'hôtel de ville de Paris.
- Le Palais-Royal.
- La galerie Montpensier.
- La galerie Beaujolais.
- La galerie de Valois.

## Les palais et leurs abords
- Palais du Louvre.
- Palais des Tuileries.
- L'Assemblée nationale aux Tuileries.
- Pavillon de Flore
- Place du Carrousel

## Lieux de la stratégie révolutionnaire
- Manège
- Couvent des Jacobins
- Couvent des Cordeliers
- Couvent des Feuillants
- Faubourg Saint-Antoine
- Café Procope

## Justice et prisons
- La prison (Tour du Temple).
- Grand'chambre du Parlement de Paris (Tribunal révolutionnaire)
- Conciergerie
- Prison de l'Abbaye
- Prison des Carmes
- Prison de la Force
- Prison du Luxembourg
- Pension Belhomme
- Prison de l'Abbaye,
- Prison du Grand-Châtelet,
- Prison de la rue de Vaugirard,
- Prison des Carmes,
- Prison des Bernardins,
- Prison de Saint-Firmin,
- Prison de l'Hôpital de la Salpêtrière,
- Prison de Bicêtre.

## Espace de parade et de mort
- Place de la Nation (place du Trône-Renversé)
- Place de la Concorde (place de la Révolution)
- Place Vendôme
- Champ-de-Mars
- Notre-Dame de Paris